# Tritopterna
Tritopterna is een geslacht van vlinders van de familie bladrollers (Tortricidae), uit de onderfamilie Olethreutinae.

## Soorten
- T. anastrepta (Meyrick, 1927)
- T. chionostoma Meyrick, 1921
- T. eocnephaea (Meyrick, 1935)